# Memecylon breteleranum
Espèce
Memecylon breteleranum Jacq.-Fél. est une espèce de plantes à fleurs de la famille des Melastomataceae. C'est un petit arbre endémique du Cameroun.

## Étymologie
Son épithète spécifique breteleranum rend hommage au botaniste néerlandais Franciscus Jozef Breteler qui la découvrit.

## Description
C'est un petit arbre pouvant atteindre 8 m de haut.

## Distribution
Endémique du Cameroun, très rare et « en danger critique d'extinction », l'espèce n'est connue qu'à travers la collecte de Breteler en mai 1962, à Ebaka (Bélabo), au sud-ouest de Ndemba, à une altitude d'environ 670 m.